# Armeeoberkommando (armée austro-hongroise)
Pour les articles homonymes, voir Armeeoberkommando et AOK.
L'Armeeoberkommando (en abrégé AOK) de l'armée de la double monarchie austro-hongroise en est la structure de commandement.

## Organisation

### François-Joseph, chef suprême des armées
Conformément à la constitution autrichienne de mars 1849, l'empereur exerce le commandement de l'armée impériale ; rapidement, le nouvel empereur souhaite exercer la réalité du commandement en chef. 
De plus, il souhaite contrôler les carrières des officiers, en gardant un veto sur les nominations.

### Mise en place
Par un décret du 30 octobre 1849, François-Joseph ordonne la création d'une structure de commandement contralisée, l'Armeeoberkommando (le haut commandement de l'armée). 
Au sein de cette structure naissante se trouvent l'empereur, son chef d'état-major et la chancellerie militaire. C'est par l'intermédiaire de cette structure de commandement que l'empereur communique ses ordres à l'armée. 
Rapidement, cependant, cette organisation est remise en cause : dès 1860, à la suite des défaites essuyées en Italie, l'Armeeoberkommando est supprimé, à la faveur de la création d'un ministère de la guerre,.